# Agasyllis
Agasyllis är ett släkte i familjen flockblommiga växter. Det beskrevs av Kurt Sprengel 1813. Tidigare har flera arter förts till släktet, men nu erkänns endast en enda art, Agasyllis latifolia.